# Purpurkronlori

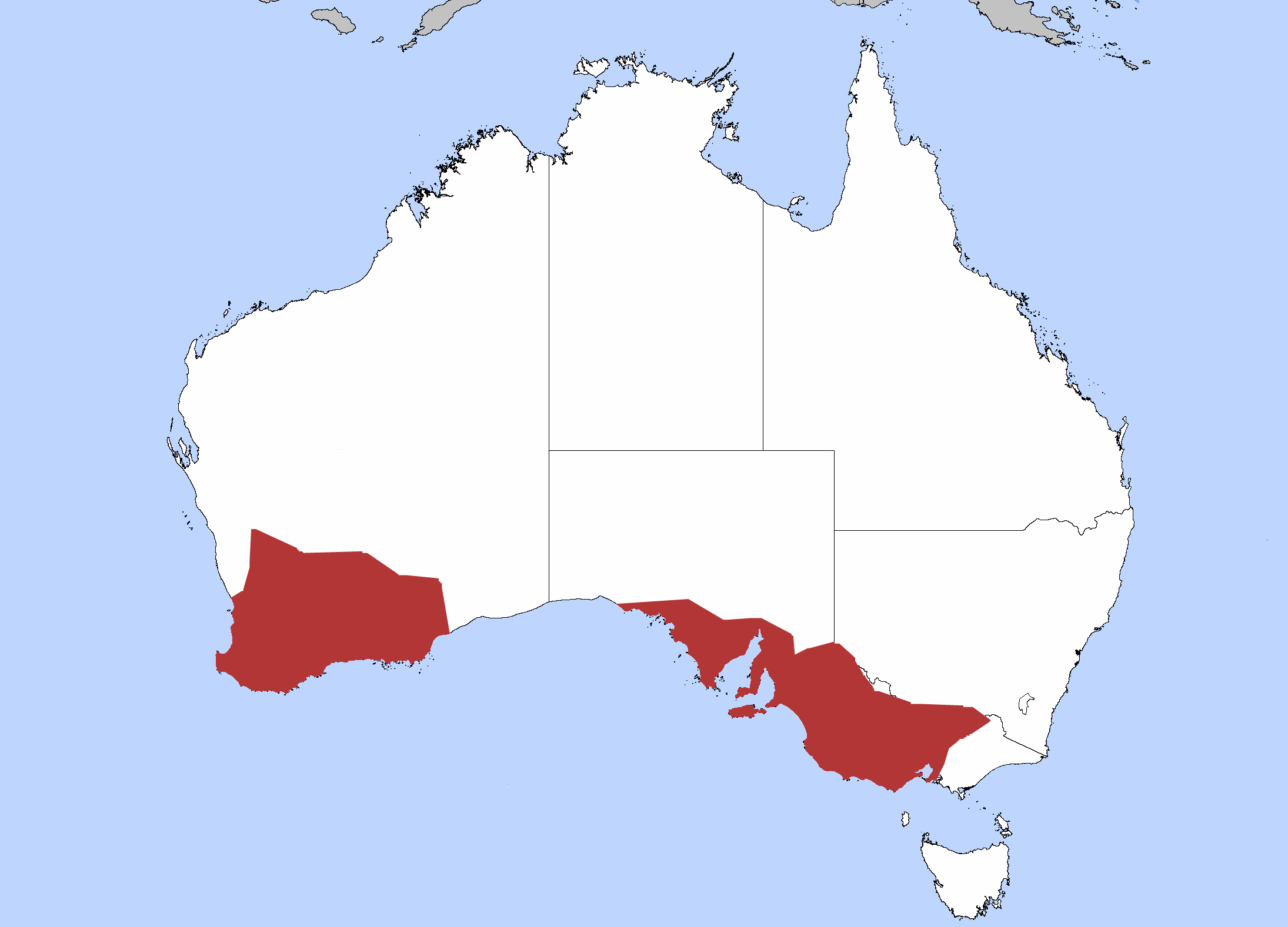
Verbreitungsgebiet des Purpurkronloris

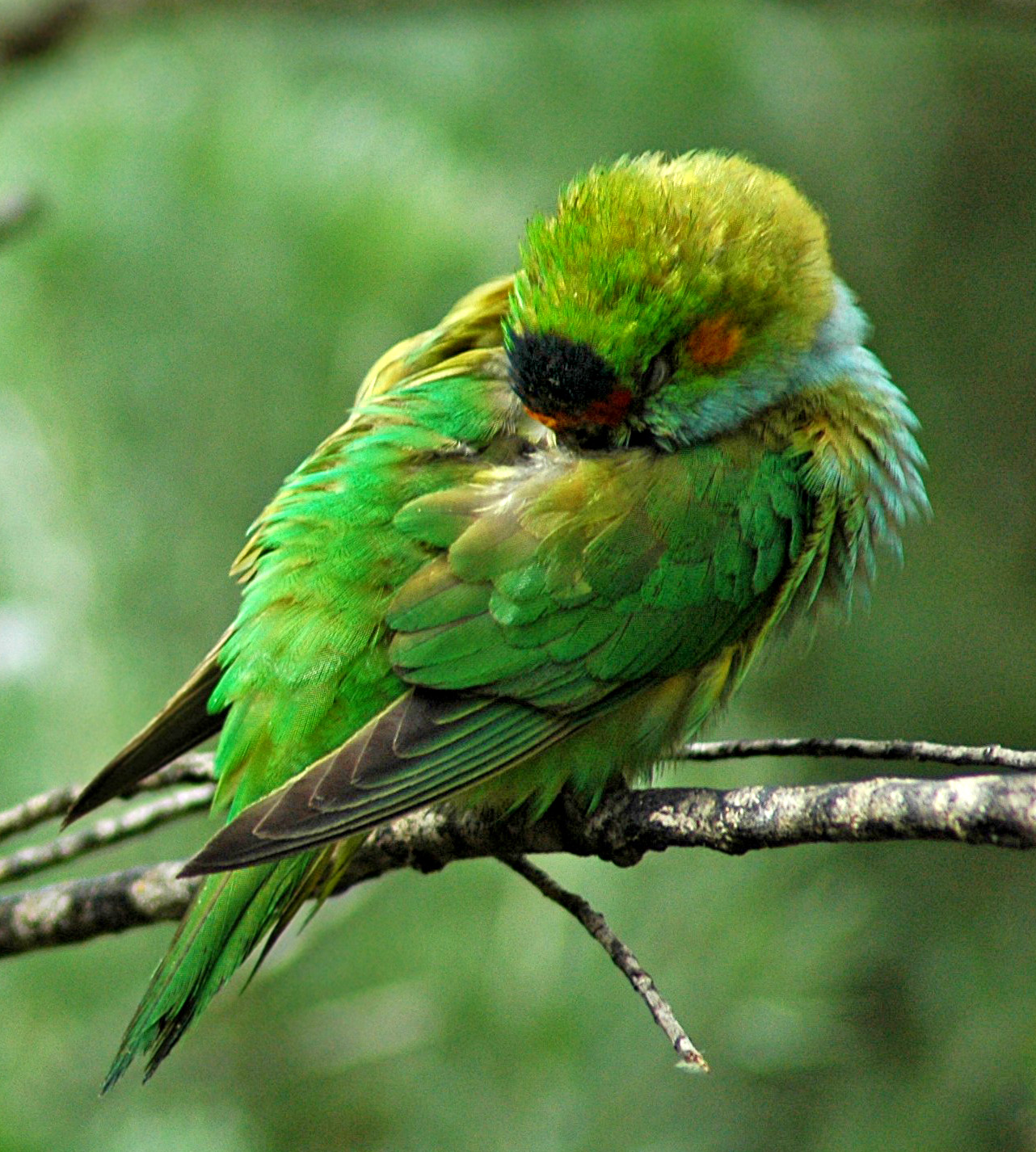
Ruhender Purpurkronlori

Der Purpurkronlori (Parvipsitta porphyrocephala, Syn.: Glossopsitta porphyrocephala) auch Blauscheitellori oder Porphyrkopflori genannt, ist eine in Australien beheimatete Papageienart. Er wurde früher zur Gattung der Moschusloris gezählt und ist von den drei ehemals dieser Gattung zugeordneten Arten, die farbenprächtigste. Es werden keine Unterarten unterschieden, obwohl die Art in zwei voneinander getrennten Populationen vorkommt. Purpurkronloris sind in Australien gesetzlich geschützt.
Purpurkronloris besiedeln auch den Südwesten Australiens und sind die einzige Lori-Art, die dort vorkommt. Sie ernähren sich wie alle anderen Lori-Arten überwiegend von Nektar und Pollen. Sie sind jedoch in der Lage, auch aride und halbwüstenartige Regionen zu besiedeln. Sie ähneln in ihrem Verhalten den Rotmaskenloris, nutzen aber anders als diese nicht nur Baumkronen, sondern auch tiefer liegende Zweige sowie blühende Büsche. Ihre bevorzugte Nahrungspflanze sind blühende Eukalyptusbäume. Ihre nomadisierende Lebensweise ist hauptsächlich darauf zurückzuführen, dass sie nach der Blütezeit der Eukalyptusbäume eine Region weitgehend verlassen. Purpurkronloris treten meist in kleinen Trupps auf, können sich jedoch bei einem größeren Nahrungsangebot zu größeren Schwärmen zusammenfinden. Sie sind dann häufig mit Moschusloris und Rotmaskenloris vergesellschaftet.

## Erscheinungsbild
Purpurkronloris erreichen eine Körperlänge von 16 Zentimetern und wiegen zwischen 37 und 50 Gramm. Sie weisen keinen Geschlechtsdimorphismus auf.
Die Grundfärbung des Körpergefieders ist grün. Auffällig ist jedoch die kontrastreiche Kopfzeichnung. Die Stirn ist orangegelb und geht zu den Zügeln und den Augen in ein Rot über. Der Scheitel ist dunkellila. Die Ohrdecke ist orangegelb. Der übrige Kopf ist leuchtend grün befiedert. Die Kehle, die Brust und der Bauch sind blassblau. Die Flanken, die Unterschwanzdecke sowie die Schenkel sind gelblichgrün befiedert. Die Brustseiten weisen gelbliche Flecken auf, diese sind jedoch bei geschlossenen Flügeln nicht zu sehen. Wie beim Moschuslori und beim Rotmaskenlori sind der Nacken und der Oberrücken bronzebraun mit einem grünen Anflug. Das übrige Gefieder der Körperoberseite ist leuchtend grün. Der Flügelbug ist blau. Die Handschwingen sind dunkelgrün. Die Außenfahnen der Handschwingenfedern sind sehr schmal blassgelb gesäumt. Die Unterflügeldecken sind karmesinrot. Der Schwanz ist auf der Oberseite grün. Auf der Unterseite ist er dunkelolivgelb. Die äußeren Steuerfedern sind an ihrer Basis schmal orangerot gesäumte Innenfahnen. Der Schnabel ist schwarz. Die Iris ist braun. Die Beine sind grau.
Bei den Jungvögeln ist die Stirn noch blassgelb. Die Zügel sind gelborange. Der Scheitel weist nur einzelne purpurrötliche bis purpurschwarze Federn auf, ansonsten ist er noch grün. Der Schnabel ist noch bräunlich schwarz.
Der Flug der Purpurkronloris ist schnell und gradlinig. Überwinden sie größere Distanzen, fliegen sie häufig in beträchtlicher Flughöhe. Werden sie dagegen aufgeschreckt, fliegen sie häufig sehr niedrig und wechseln rasch die Flugrichtungen. Letzteres ist vermutlich ein Verhalten, mit dem sie Greifvögel zu irritieren versuchen.

## Verbreitung und Lebensraum
Purpurkronloris haben ein disjunktes Verbreitungsgebiet. Sie kommen sowohl im Südwesten als auch im Südosten Australiens vor. Es fehlen dagegen Belege, dass sie im Süden Zentralaustraliens vorkommen. Die Populationen sind hier durch einen etwa 400 Kilometer breiten Streifen eines sehr ariden Lebensraumes getrennt. Im Osten ihres Verbreitungsgebietes überlappen sie sich mit dem Verbreitungsgebieten der beiden anderen Moschuslori-Arten, dem Rotmaskenlori und dem Moschuslori. Im Südwesten Australiens sind sie dagegen die einzige dort vorkommende Lori-Art.
Innerhalb ihres Verbreitungsgebietes kommen sie in nahezu allen baumbestandenen Lebensräumen vor, die ihnen hinreichend Blüten- und Früchtetragende Bäume und Sträucher liefern. Es ist auch die einzige Lori-Art, die die trockenen Mallee-Gebiete besiedelt. Sie kommen damit auch in ariden und halbwüstenartigen Regionen vor. In Küstengebieten sind sie seltener. Sie sind vor allem im australischen Inland beheimatet. Purpurkronloris sind sehr nomadisch lebende Vögel, deren erratische Wanderungen vom Nahrungsangebot bestimmt sind.

## Fortpflanzung
Purpurkronloris sind Höhlenbrüter, die bevorzugt in Astlöchern und Baumhöhlen von Eukalyptusbäumen brüten. Als Nistbaum werden solche Bäume bevorzugt, die sich in der Nähe von Gewässern befinden. Purpurkronloris brüten in lockeren Kolonien. Mitunter finden sich an einem Baum zwei oder mehr Nisthöhlen von Purpurkronloris.
Die Fortpflanzungszeit fällt in den Zeitraum August bis Dezember. Bei besonders günstigen Bedingungen fangen Purpurkronloris gelegentlich schon im Mai mit dem Brutgeschäft an oder es dehnt sich bis Januar aus. Das Gelege liegt in der Nisthöhle auf Holzmulm. Es besteht aus drei bis vier Eiern. Die Brutzeit beträgt 20 Tage. Im Alter von etwa 20 Tagen verlassen die Jungvögel die Bruthöhle. Nach zwei bis drei weiteren Wochen sind sie flügge.

## Haltung in menschlicher Obhut
Purpurkronloris wurden erst verhältnismäßig spät nach Europa exportiert. Der erste nachweisliche Beleg stammt aus dem Jahre 1910, als eine größere Ladung australischer Vögel nach Großbritannien verbracht wurde und sich darunter auch vier Purpurkronloris befanden. Die nachweislich erste Zucht gelang einem australischen Halter im Jahre 1936.

## Belege